# Nasua nasua
El coatí de cola anillada (Nasua nasua) es una especie de mamífero carnívoro de la familia de los prociónidos que habita predominantemente en las selvas sudamericanas y la parte meridional de Centroamérica.

## Etimología
La palabra "coatí" es un préstamo del tupí-guaraní coatĩ (kuatĩ en guaraní paraguayo), y este a su vez proviene de coá, que significa "largo", y tĩ, que significa "nariz" ("nariz larga"). En las zonas cafeteras de Colombia también se les llama Cusumbo.

## Distribución
Habita en selvas de América tropical y subtropical, en México, Colombia, Venezuela, las Guayanas, Brasil, Ecuador, Perú, Bolivia, Paraguay hasta el norte de la Argentina y del Uruguay e incluso fue introducida en el Archipiélago Juan Fernández en Chile y también hay muchos en mallorca.

## Identificación

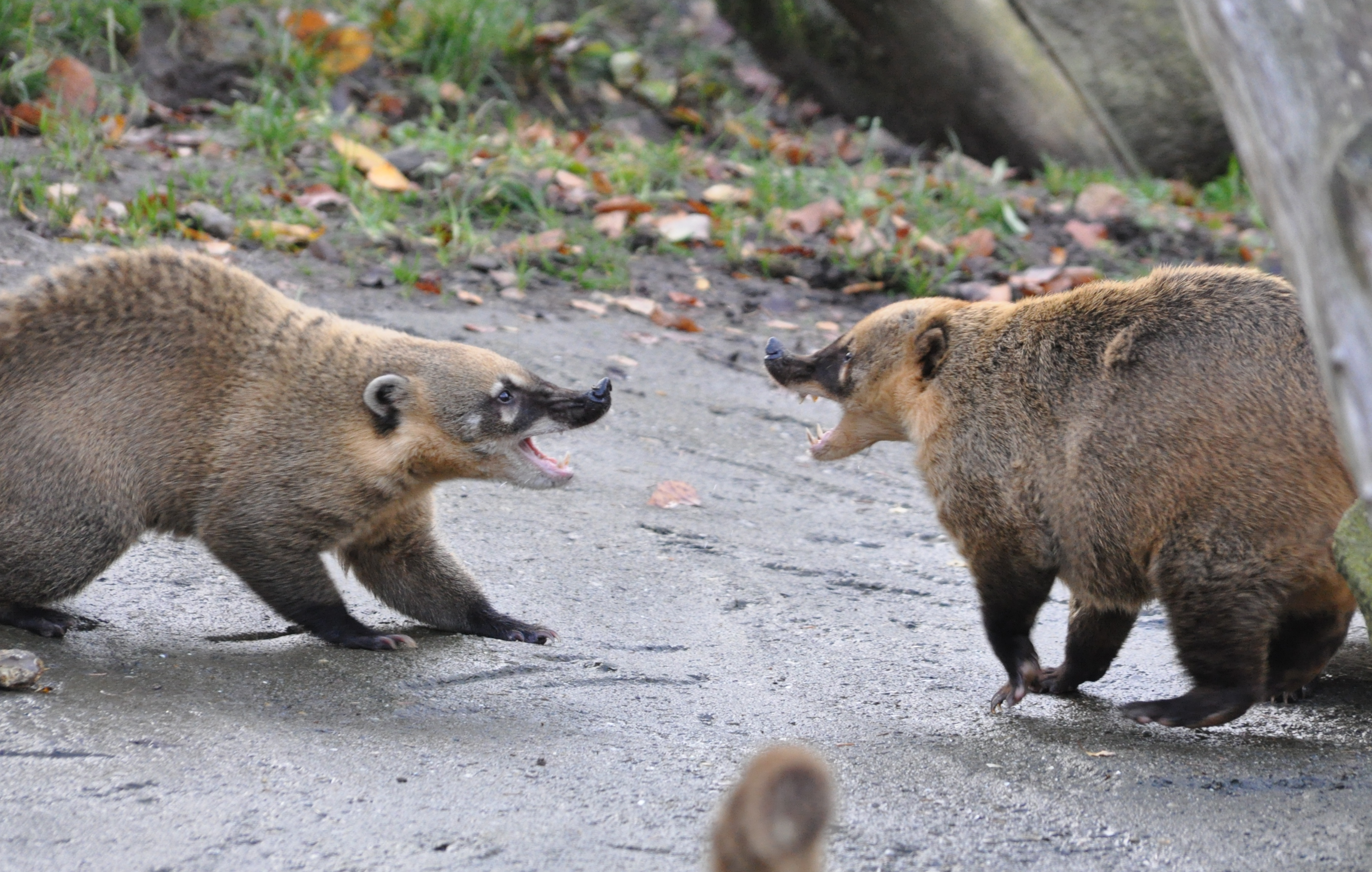
Coatíes luchando.

Es un mamífero relacionado con el mapache boreal, pero la especie se caracteriza por hocico largo con algo de cerdo y garras de oso. 
Su piel es o pardo suave o negra, con vientre más claro, y anillos blanco en la cola en muchos casos. Su cabeza es delgada con una nariz alargada, orejas pequeñas, pies negros, cola larga no prensil usada para balancearse y señalar.
Los adultos miden 41-67 cm de la cabeza a la base de la cola, agregando 30-60 cm a su longitud total. A los hombros alcanzan cerca de 30 cm, y pesan entre 3-8 kg. El macho puede llegar a ser el doble de grande de la hembra, y tiene unos caninos grandes y afilados. Tiene fuertes miembros para subir y cavar, y reputado por su inteligencia.  
Caminan sobre sus pies (plantígrado) y pueden descender de árboles cabeza abajo gracias a sus flexibles articulaciones. Prefieren dormir o descansar en lugares elevados y en nichos.
Viven en grupos de 10 a 20 individuos (normalmente no más de 60), pero los machos son solitarios, carnívoros e incluso caníbales con las crías de la especie. y (al igual que los elefantes)solo se unen al grupo durante la época de celo duermen en nidos, que hacen ellos, en las copas de los árboles.
Los coatíes llevan vidas tranquilas, y siempre dejan un vigilante como las suricata. Cuando el vigilante emite un sonido como el ladrido de un perro, los coatíes huyen a los matorrales o a las copas de los árboles, aunque algunos se dan vuelta y enfrentan al agresor. Son animales curiosos, que a veces van a las zonas urbanas a robar cosas.
Su longevidad en estado salvaje es de 15 años y en cautiverio  unos 17-20 años. El período de gestación del coatí es de unos 74 días y tienen de 2 a 7 crías.

## Subespecies
Esta especie se encuentra dividida en 13 subespecies:

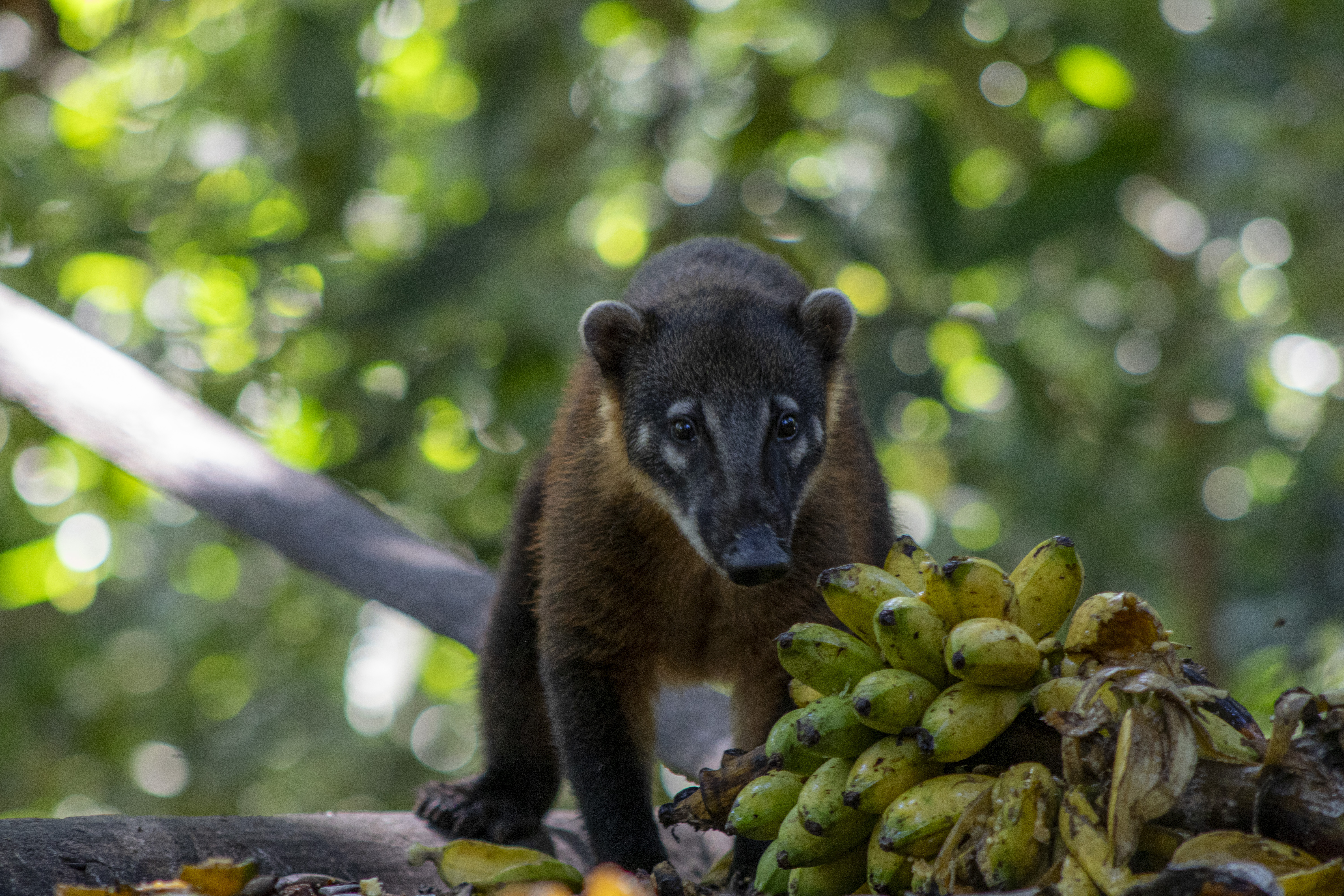
Tejón boliviano alimentándose de plátanos

- Nasua nasua nasua
- Nasua nasua aricana
- Nasua nasua boliviensis
- Nasua nasua candace
- Nasua nasua cinerascens
- Nasua nasua dorsalis
- Nasua nasua manium
- Nasua nasua molaris
- Nasua nasua montana
- Tejón boliviano alimentándose de plátanosNasua nasua quichua
- Nasua nasua solitaria
- Nasua nasua spadicea
- Nasua nasua vittata

## Su empleo como mascota y el riesgo de escapes o liberaciones
El coatí es una mascota exótica y rara. Cuando es pequeño es tierno y amigable, pero cuando crece, si no se educa, puede ser un pequeño gran problema. Cuando llegan a la adultez pueden ser agresivos, a causa del cautiverio y por causas hormonales. Normalmente son juguetones y es mejor que para jugar les escondan la comida en distintas partes.
Debido a su potencial colonizador y constituir una amenaza grave para las especies autóctonas, los hábitats o los ecosistemas, esta especie ha sido incluida en el Catálogo Español de Especies exóticas Invasoras, aprobado por Real Decreto 630/2013, de 2 de agosto, estando prohibida en España su introducción en el medio natural, posesión, transporte, tráfico y comercio.

### Plaga en el Archipiélago de Juan Fernández
El coatí de cola anillada fue introducido en el archipiélago Juan Fernández (Chile) para acabar con la plaga de ratones de las islas del Archipiélago, pero terminaron comiéndose las crías y polluelos de las fardelas del lugar.

Tejón boliviano.
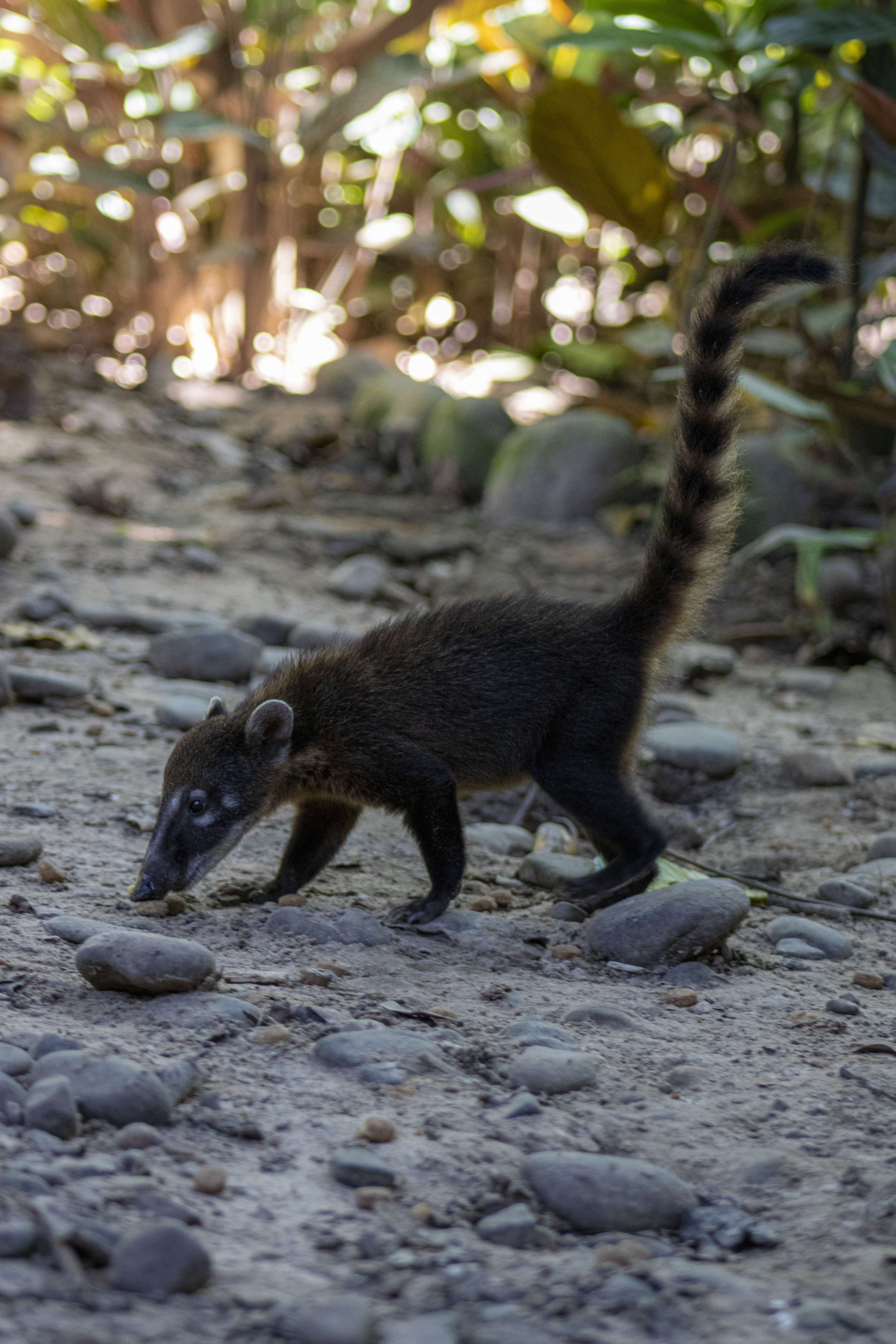
Tejón boliviano en busca de alimento.
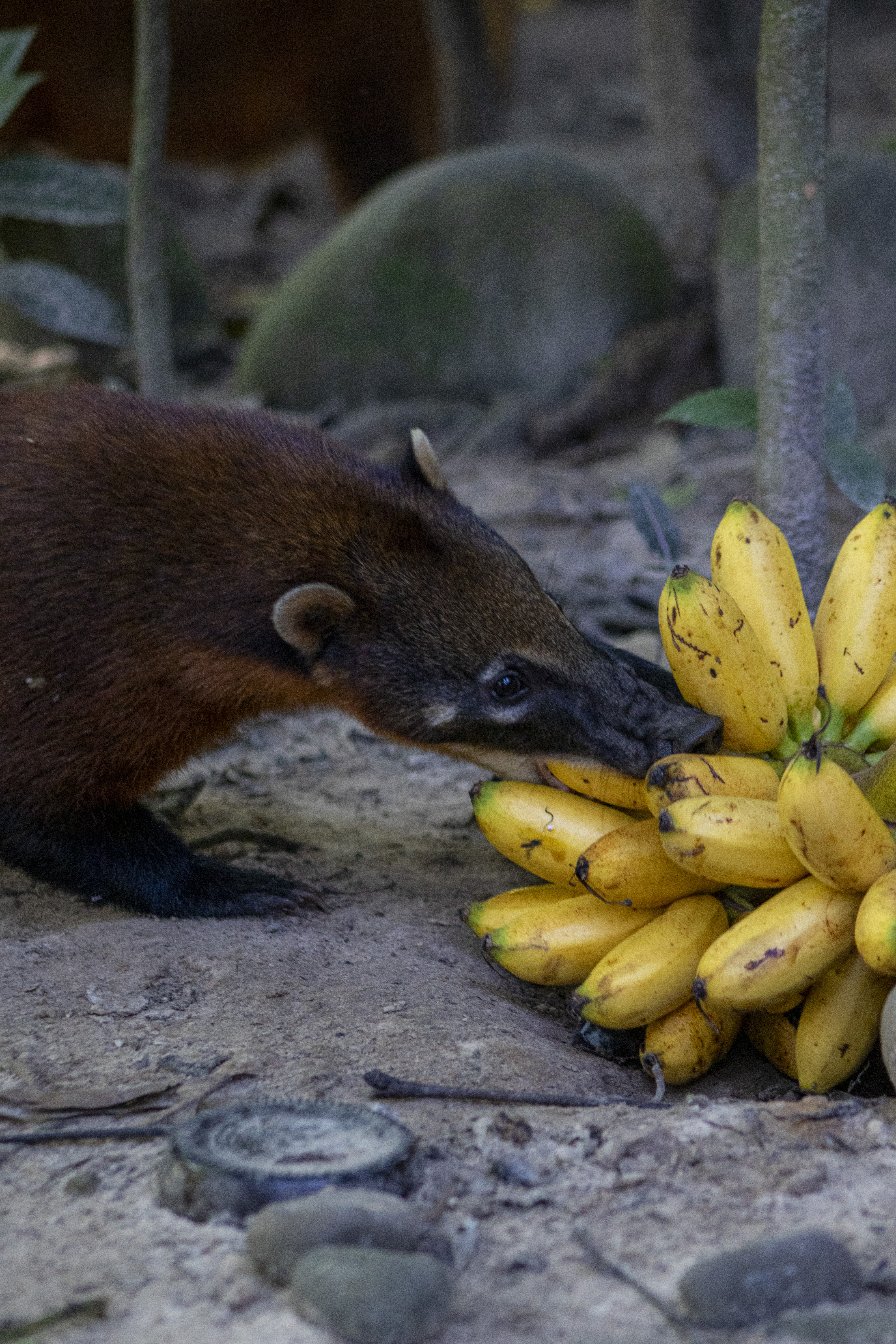
Tejón boliviano alimentándose de plátanos.
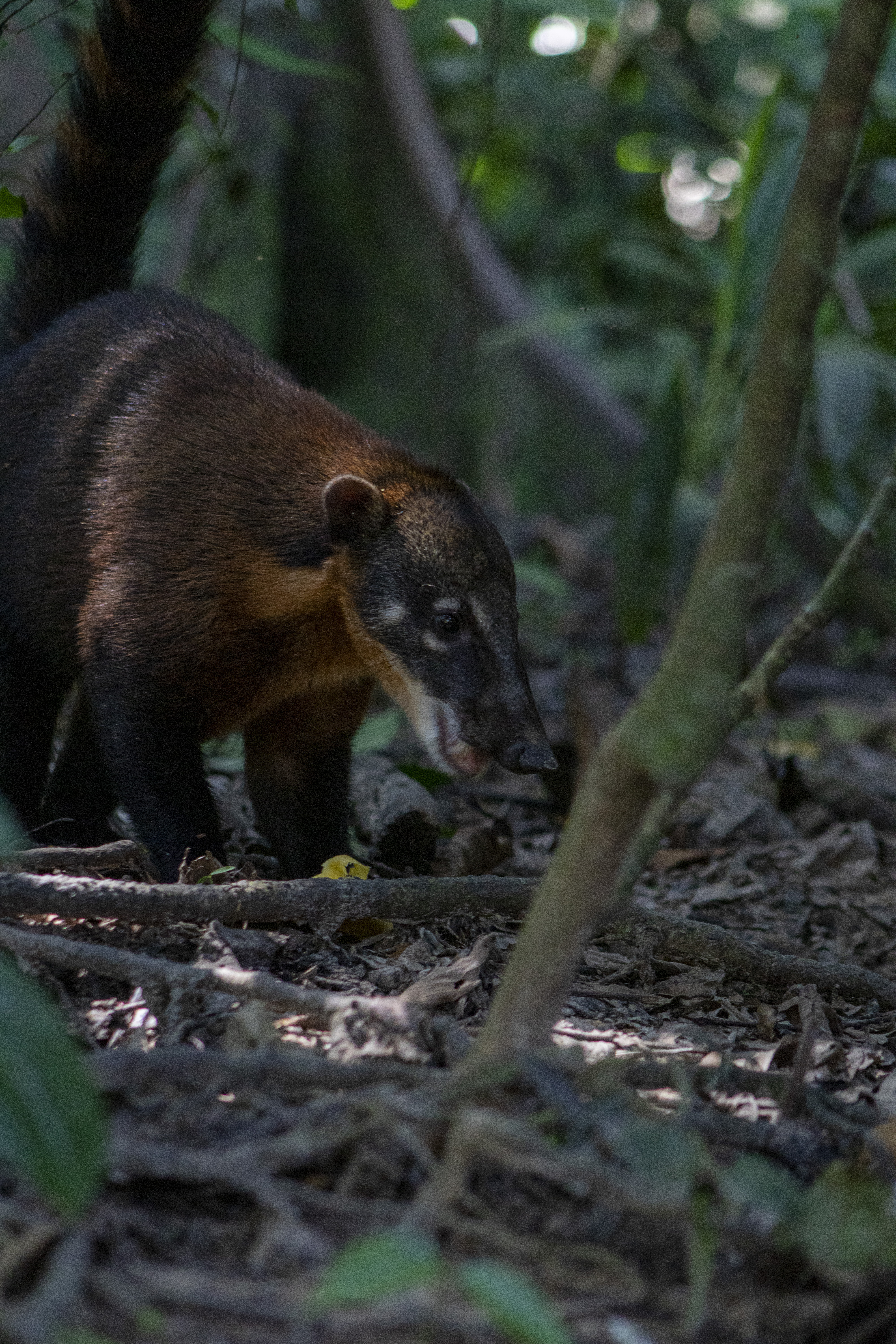
Tejón boliviano alimentándose.
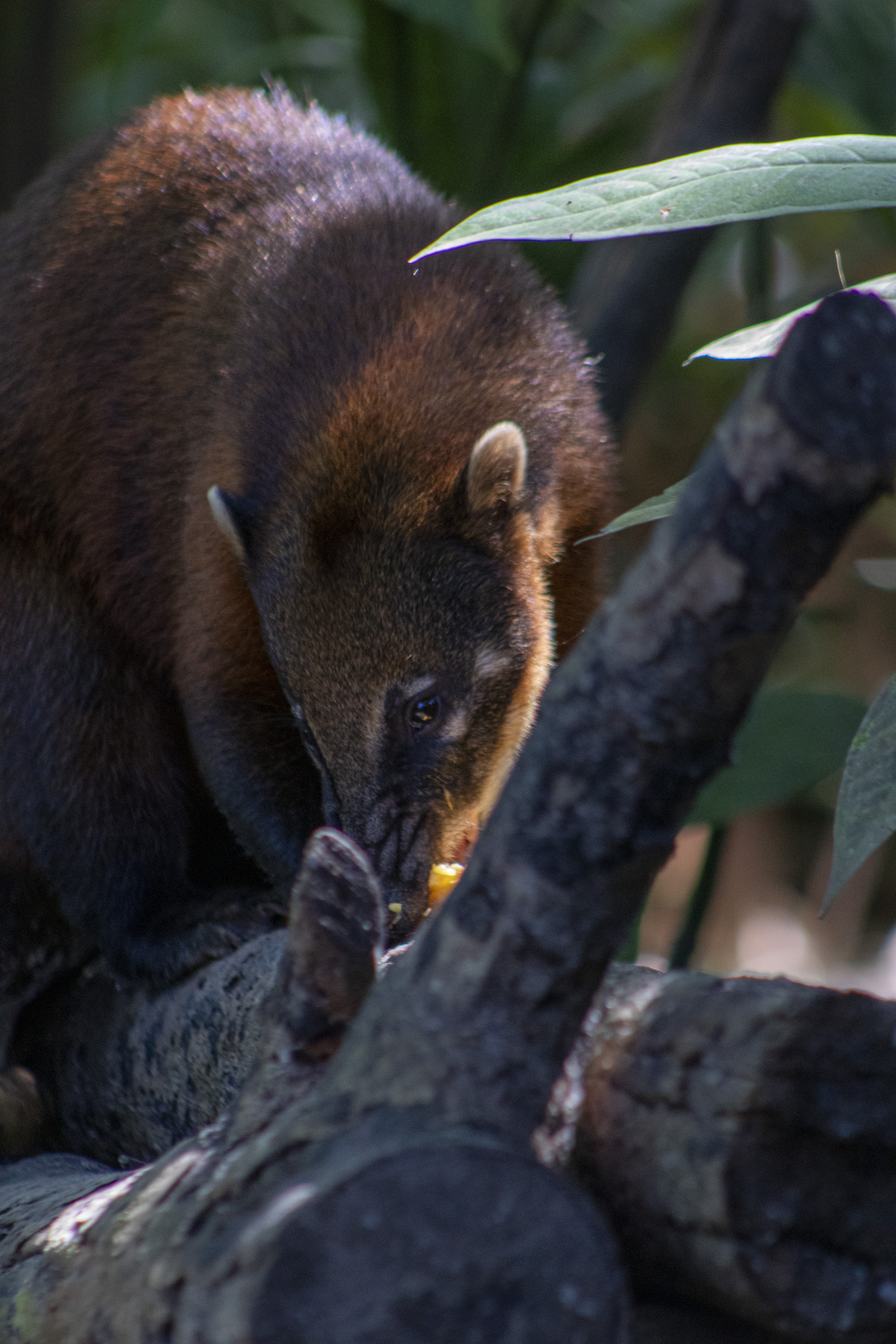
Tejón boliviano alimentándose en una rama.

## En la cultura popular
Fue protagonista de varios mitos y leyendas, incluyendo cuentos, como es el caso de Historia de dos cachorros de coatí y de dos cachorros de hombre, escrito por Horacio Quiroga para su antología de literatura infantil Cuentos de la selva.